# Pittore di Priamo
Pittore di Priamo (fl. 525 a.C. / 500 a.C.) è il nome convenzionale assegnato ad un ceramografo attico operante ad Atene.

## Attività
È considerato uno dei pittori più abili e produttivi del suo tempo. Alcuni studiosi hanno un'opinione così alta di lui da stabilire una connessione con il Pittore di Antimene del gruppo Leagros. Dipinge con la tecnica a figure nere, grandi vasi, anfore e hydria.
Egli manifesta un notevole gusto per gli sviluppi concertati di più figure, in scene solenni e cerimoniali, sostenendo ritmi chiari e ben scanditi, difatti tra i si temi preferiti ritroviamo le corse delle bighe alla presenza di Atena ed Eracle, nonché scene ambientate nelle fontane pubbliche.
Queste scelte sono state interpretate come indicanti il sostegno della dinastia al potere dei Peisistratidi la quale come si identificava specialmente con Atena e aveva costruito un certo numero di case-fontana in città. Secondo tale interpretazione, i vasi devono essere stati prodotti poco prima che la dinastia fosse cacciata da Atene nel 510 a.C.
Ma il tema che gli è valso l’appellativo, e quello trattato da un hydrìai di Madrid, riferita alla missione di Priamo per il riscatto del corpo di Ettore.
In esso si intravede un'esecuzione altamente dettagliata poi caratteristica dei pittori a figure rosse. Stilisticamente, Priam Painter è vicino al pittore Rycroft.